# Blain (Pennsilvània)
Blain és una població dels Estats Units a l'estat de Pennsilvània. Segons el cens del 2000 tenia 252 habitants.

## Demografia
Segons el cens del 2000, Blain tenia 252 habitants, 96 habitatges, i 67 famílies. La densitat de població era de 278 habitants per quilòmetre quadrat.
Dels 96 habitatges en un 30,2% hi vivien nens de menys de 18 anys, en un 58,3% hi vivien parelles casades, en un 11,5% dones solteres, i en un 29,2% no eren unitats familiars. En el 22,9% dels habitatges hi vivien persones soles el 12,5% de les quals corresponia a persones de 65 anys o més que vivien soles. El nombre mitjà de persones vivint en cada habitatge era de 2,63 i el nombre mitjà de persones que vivien en cada família era de 3,15.
Per edats la població es repartia de la següent manera: un 28,2% tenia menys de 18 anys, un 4% entre 18 i 24, un 29% entre 25 i 44, un 23% de 45 a 60 i un 15,9% 65 anys o més.
L'edat mediana era de 36 anys. Per cada 100 dones de 18 o més anys hi havia 103,4 homes.
La renda mediana per habitatge era de 32.500 $ i la renda mediana per família de 39.750 $. Els homes tenien una renda mediana de 35.313 $ mentre que les dones 21.875 $. La renda per capita de la població era de 16.223 $. Entorn de l'11,6% de les famílies i el 12,6% de la població estaven per davall del llindar de pobresa.

## Poblacions més properes
El següent diagrama mostra les poblacions més properes.